# Dactylolabis montana
Dactylolabis montana är en tvåvingeart som först beskrevs av Osten Sacken 1860.  Dactylolabis montana ingår i släktet Dactylolabis och familjen småharkrankar. Inga underarter finns listade i Catalogue of Life.